# Canal de Belcher
Le canal ou chenal de Belcher est une voie navigable de la baie Norwegian au Nunavut.

## Géographie

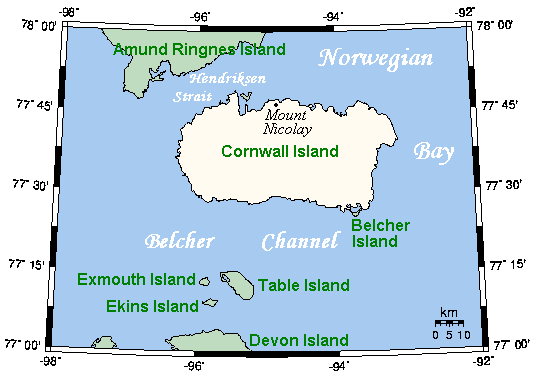

Le canal de Belcher sépare l'île Cornwell de l'île Devon. L'île Table et l'île Ekins se situe dans le canal.

## Histoire
Le canal est découvert en 1852 par Edward Belcher. 